# Puerto Libertad

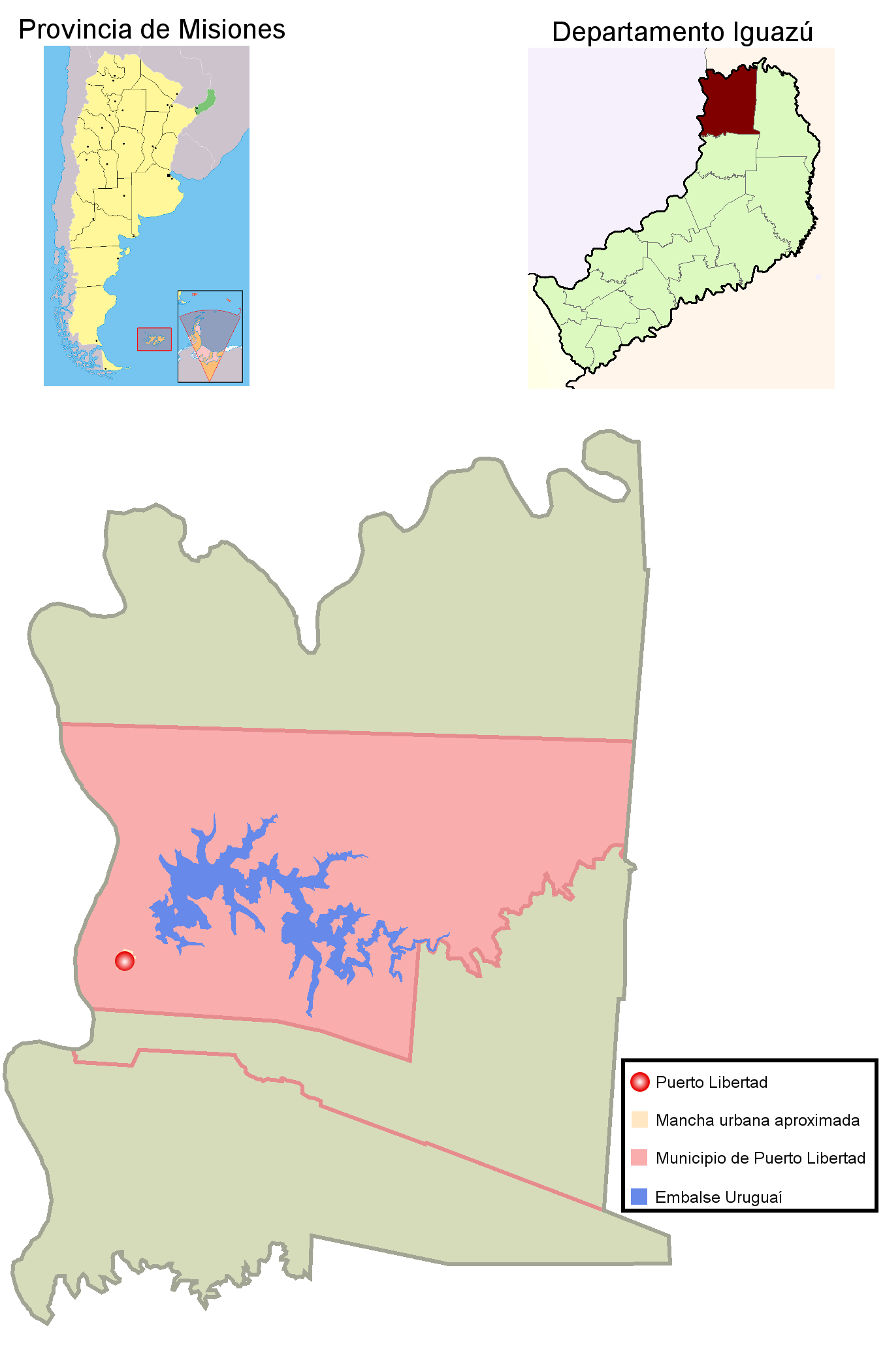
Puerto Libertad
Mapa de localização

Puerto Libertad é uma cidade argentina da província de Misiones.
O município conta com uma população de 26.980 habitantes, segundo o Censo do ano 2001 (INDEC).

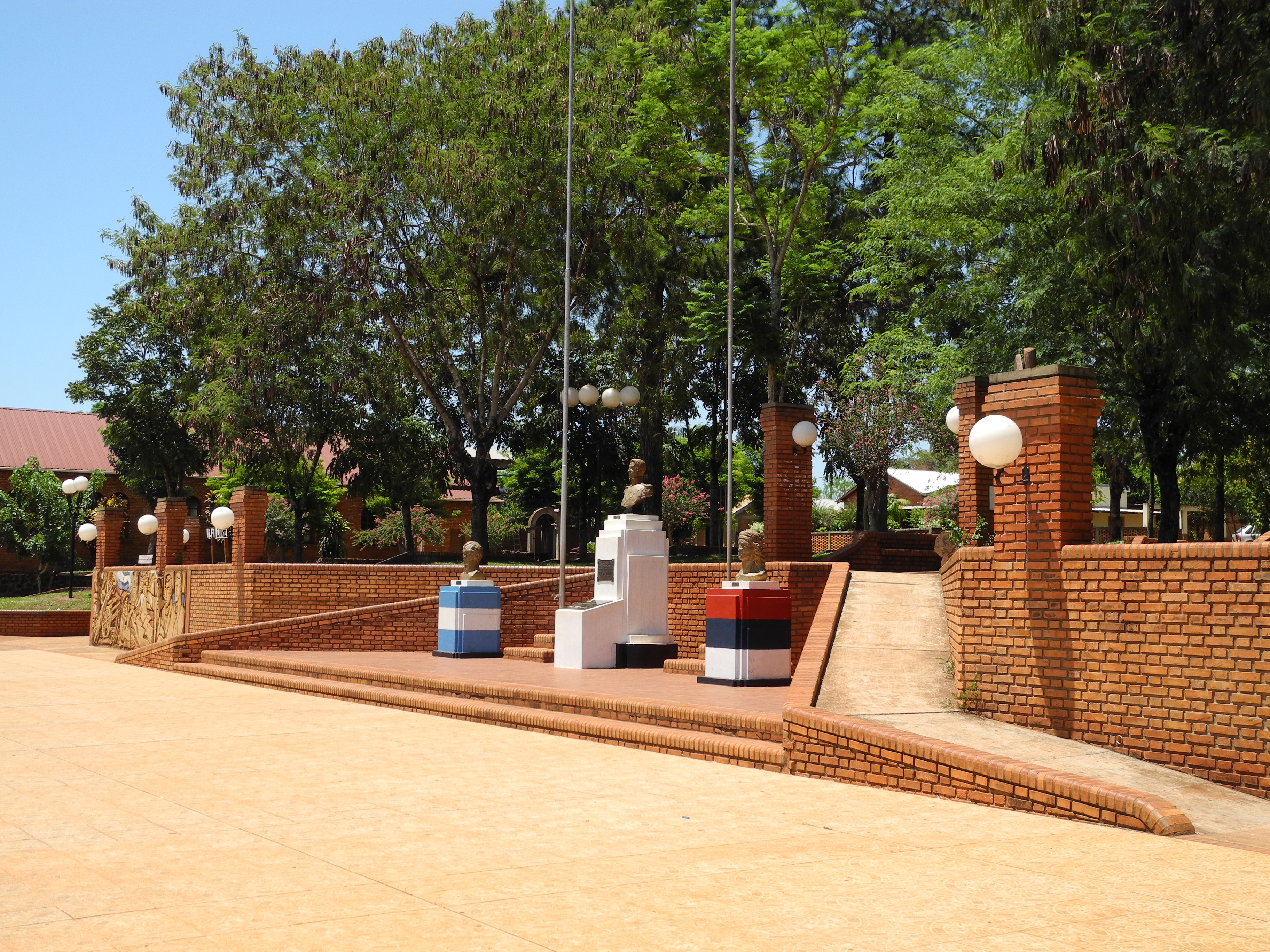
Praça General San Martín